# Zorabana
Zorabana är ett släkte av insekter. Zorabana ingår i familjen Derbidae.
Kladogram enligt Catalogue of Life:
| Zorabana | \| \| Zorabana maculata \| \| \| \| \| \| Zorabana vipaku \| \| \| \| |
|          | \| \| Zorabana maculata \| \| \| \| \| \| Zorabana vipaku \| \| \| \| |
|          | Zorabana maculata                                                     |
|          |                                                                       |
|          | Zorabana vipaku                                                       |
|          |                                                                       |